# Градоли
Гра̀доли (на италиански: Gradoli, на местен диалект Gràdëlë, Градълъ) е село и община в Централна Италия, провинция Витербо, регион Лацио. Разположено е на 450 m надморска височина. Населението на общината е 1483 души (към 2010 г.).